# 분스드레흐트

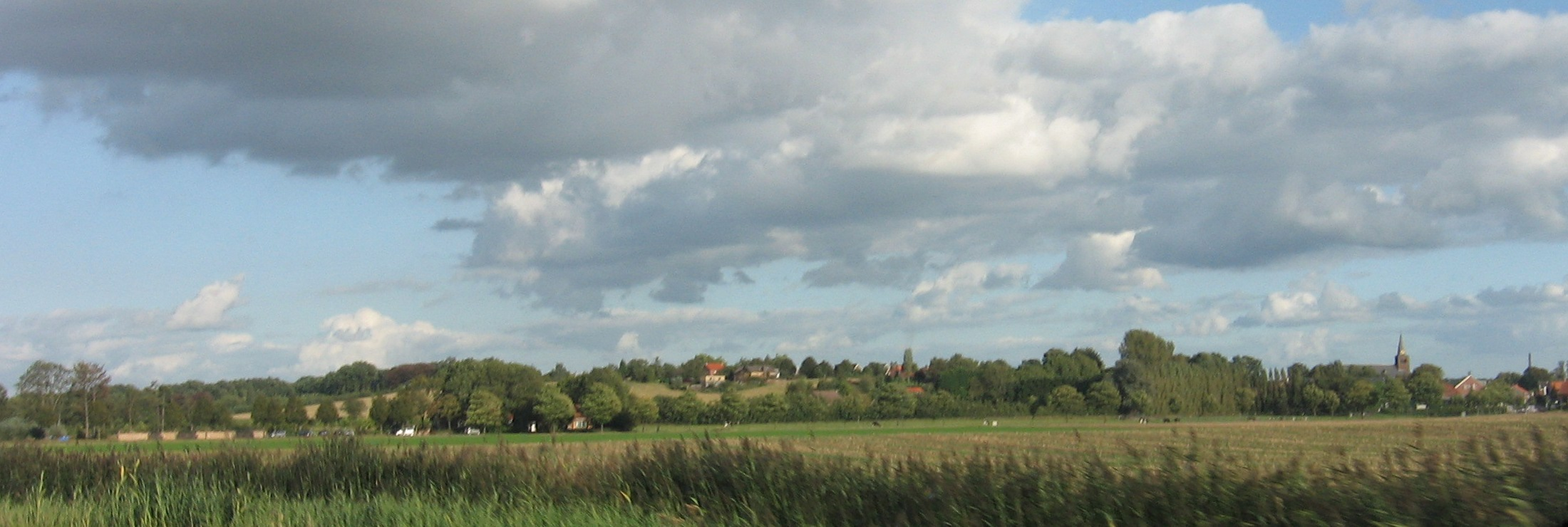
분스드레흐트

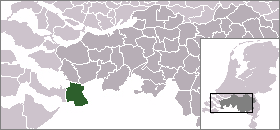
분스드레흐트의 위치

분스드레흐트(네덜란드어: Woensdrecht)는 네덜란드 노르트브라반트주의 도시로 면적은 91.91km2, 높이는 24m, 인구는 21,656명(2014년 5월 기준), 인구 밀도는 237명/km2이다. 네덜란드 공군의 분스드레흐트 공군기지가 위치한다.

시기
시 문장